# Ben Hammer
Ben Hammer (Brooklyn, 8 december 1924 - 18 september 2017) was een Amerikaans theater- en televisieacteur.

## Biografie
Hammer begon in 1953 met acteren op televisie in de televisieserie ABC Album. Hierna heeft hij nog meerdere rollen gespeeld in televisieseries en films zoals The Edge of Night (1962), Johnny Got His Gun (1971), Mannix (1974), Police Story (1973 en 1975), Kojak (1973-1976), Mannequin (1987), Sleepers (1996) en Law & Order (1991-2002).
Hammer was ook actief in het theater, zo heeft hij diverse rollen gespeeld op Broadway. In 1956 speelde hij daar zijn eerste rol in het toneelstuk The Great Sebastians en heeft door de jaren door nog diverse rollen meer gespeeld op Broadway als off-Broadway.
Hammer is in 1958 getrouwd en heeft twee kinderen.

## Filmografie[2]

### Films
Selectie:
- 2017 The Wizard of Lies - als Carl Shapiro
- 2016 The Comedian - als Benjamin
- 1996 Sleepers – als rechter Weisman
- 1987 Mannequin – als Hans de Maitre d’
- 1981 Advice to the Lovelorn – als Matthew Cutter
- 1971 Johnny Got His Gun – als tweede dokter

### Televisieseries
Uitgezonderd eenmalige gastrollen.
- 1991 – 2002 Law & Order – als rechter Mooney – 10 afl.
- 1980 Search for Tomorrow - als D.A. Thaddeus Matthews - 8 afl.
- 1977 – 1978 The Guiding Light – als Max Chapman - ? afl.
- 1976 - 1977 Holmes and Yoyo - als chief Buchanan - 3 afl.
- 1975 The Law – als Burghozier – 2 afl.

## Theaterwerk

### Broadway[3]
- 2001 The Gathering – als Gabe
- 1997 The Three Sisters – als Ferapont
- 1977 – 1978 Golda – als D.P. Dayan
- 1972 The Crucible – als Thomas Putnam
- 1971 – 1972 Murderous Angels – als ambassadeur van de Sovjet-Unie
- 1969 In the Matter of J. Robert Oppenheimer – als Thomas A. Morgan
- 1965 – 1966 The Royal Hunt of the Sun – als Fray Vincente de Valverde
- 1964 The Deputy – als gevangene
- 1963 Mother Courage and Her Children – als officier / oude soldaat
- 1962 In the Counting House – als Max Hartman
- 1959 – 1961 The Tenth Man – als ??
- 1956 The Great Sebastians – als Pavlat

### off-Broadway[4]
- The Tragedy of Richard III
- Invention for Fathers and Sons
- Slavs
- More Stately Mansions
- The Golem
- A Last Dance for Sybil

- Virtual International Authority File: 6980154260356624480000